# 佩尔沃
佩尔沃（法語：Pelves，法語發音：[pɛlv]）是法国上法蘭西大區加来海峡省的一个市镇，属于阿拉斯区。

## 地理
佩尔沃（50°17'27"N, 2°54'51"E）面积6.6 平方千米，位于法国上法蘭西大區加来海峡省，该省份为法国北部沿海省份，西北濒北海，南至索姆省，东临北部省。
与佩尔沃接壤的市镇（或旧市镇、城区）包括：普卢万、比亚什圣瓦斯特、布瓦里圣母村、方普、昂布兰莱普雷、蒙希勒普勒、勒村。
佩尔沃的时区为UTC+01:00、UTC+02:00（夏令时）。

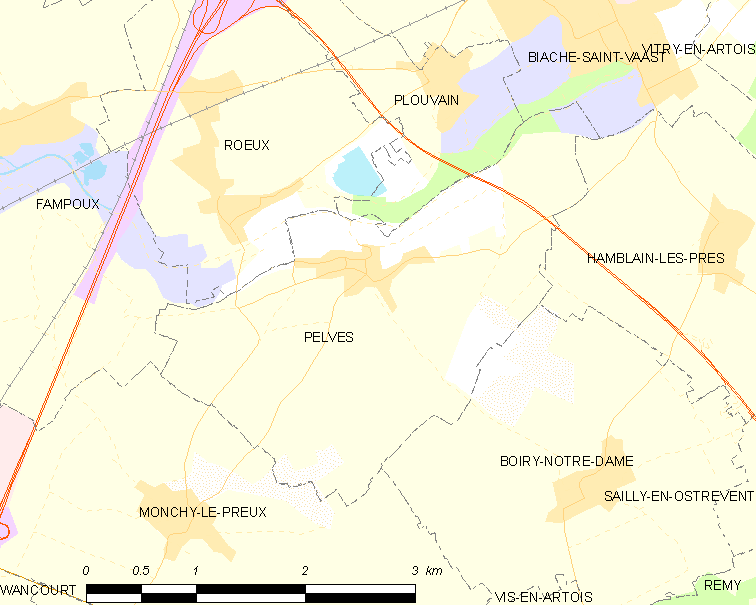
佩尔沃的OSM定位图

## 行政
佩尔沃的邮政编码为62118，INSEE市镇编码为62650。

## 政治
佩尔沃所属的省级选区为布勒比耶尔县。

## 人口

1962-2008年间佩尔沃人口变化图示

佩尔沃于2022年1月1日时的人口数量为777人。